# Victory de la Californie
Pour les articles homonymes, voir Victory.
Maillots
Le Victory de la Californie (en anglais : California Victory) était un club professionnel de soccer (football) basé à San Francisco aux États-Unis. Il a évolué une saison dans la Première division de la USL en 2007.

## Histoire
- 2006 : création du Victory de la Californie.
- 2007 : participe à sa seule saison Première division de la USL et dissolution du club.

## Propriétaire
- 2006-2007 :  Dmitry Pietrman

## Entraîneur du club
- 2006-2007 :  Glenn Van Straatum